# Craig Pawson
Craig Pawson (sinh ngày 02 tháng 3 năm 1979) là một trọng tài chuyên nghiệp người Anh, hiện nay đang cầm còi tại Giải bóng đá Ngoại hạng Anh, giải đấu mà ông đã làm việc từ năm 2013.
Pawson đã được chỉ định làm trọng tài chính trận Siêu cúp Anh 2016, 2022 và Chung kết Cúp EFL 2018. Ngoài ra ông được phân công làm trọng tài thứ tư trận Chung kết Cúp Liên đoàn bóng đá Anh 2015 và Chung kết Cúp FA 2015.